# Condado de Żagań
Condado de Żagań (polaco: powiat żagański) é um powiat (condado) da Polónia, na voivodia da Lubúsquia. A sede do condado é a cidade de Żagań. Estende-se por uma área de 1131,29 km², com 82 525 habitantes, segundo o censo de 2005, com uma densidade de 72,95 hab/km².

## Divisões admistrativas
O condado possui:
Comunas urbanas: Gozdnica, Żagań
Comunas urbana-rurais: Iłowa, Małomice, Szprotawa
Comunas rurais: Brzeźnica, Niegosławice, Wymiarki, Żagań
Cidades: Gozdnica, Żagań, Iłowa, Małomice, Szprotawa

## Demografia
População (dados de 30 de Junho de 2005):
|          | Total   | Total | Mulheres | Mulheres | Homens  | Homens |
| -------- | ------- | ----- | -------- | -------- | ------- | ------ |
|          | pessoas | %     | pessoas  | %        | pessoas | %      |
| Total    | 82 525  | 100   | 42 557   | 51,6     | 39 968  | 48,4   |
| Cidades  | 50 407  | 100   | 26 286   | 52,1     | 24 121  | 47,9   |
| Povoados | 32 118  | 100   | 16 271   | 50,7     | 15 847  | 49,3   |